# 奥斯曼帝国治下的塞尔维亚
1459年，奥斯曼帝国完全征服塞尔维亚，塞尔维亚进入近4世纪的奥斯曼帝国统治期。1815年，第二次塞尔维亚起义爆发，塞尔维亚得以事实上脱离奥斯曼帝国统治、建立自治的塞尔维亚公国。在俄国支持下，《1878年柏林条约》中，规定奥斯曼帝国应准许塞尔维亚完全独立。1882年，塞尔维亚王国建立，塞尔维亚成为一个完全独立的主权国家。

## 历史
塞尔维亚在中世纪曾是一个强大的国家，但在奥斯曼帝国崛起后，国力弱于奥斯曼帝国的塞尔维亚不断败于向欧洲扩张的奥斯曼帝国。1459年11月，奥斯曼帝国征服塞尔维亚全境，并从此将塞尔维亚纳入帝国直属统治治下，在贝尔格莱德设置帕夏鲁克管理塞尔维亚地区。但是，奥斯曼帝国治下的塞尔维亚常常因歉收或统治者盘剥爆发叛乱。17世纪后，平民的叛乱愈发频繁。此外，也有一些被奥斯曼帝国判罚或对现状不满的人选择啸聚山林，成为“法外之徒”。18世纪后，奥斯曼帝国国力日衰，塞尔维亚人也开始寻求脱离奥斯曼帝国统治的方法。塞尔维亚人曾数次帮助奥斯曼帝国的敌人对抗奥斯曼帝国，也曾从一些条约中获得过好处。1804年，第一次塞尔维亚起义爆发，虽然奥斯曼帝国最终于1813年镇压了这次起义，但之后1814年叛乱再起。虽然1814年的叛乱也被镇压，但1815年爆发的第二次塞尔维亚起义最终令塞尔维亚人得以于1817年成立自治的塞尔维亚公国、获得事实上的独立地位。1882年，塞尔维亚最终根据《1878年柏林条约》成为一个完全独立的主权国家塞尔维亚王国。

## 社会
奥斯曼帝国在统治塞尔维亚期间，并未在塞尔维亚进行大规模的伊斯兰教传教活动。针对当地信仰基督宗教、犹太教的民众，奥斯曼帝国任命信仰不同宗派的头领管治信仰该宗派的民众（即米利特制度）。不过，一部分说塞尔维亚语的人确实逐渐被同化。选择成为穆斯林在奥斯曼帝国统治时期是一种进入统治层的方法（德夫希爾梅）。